# روليانو
روليانو (Rogliano) بلدة بمقاطعة كوزنسا في إقليم كالابريا جنوب إيطاليا.

## السكان
في سنة 1861 بلغ عدد السكان 4٬888 نسمة، وتطور العدد ليصل في سنة 2011 لـ 5٬697 نسمة.
يظهر هذا المخطط البياني تطور النمو السكاني لـ روليانو